# Марк Емилий Лепид (консул 78 пр.н.е.)
Вижте пояснителната страница за други личности с името Марк Емилий Лепид .
Марк Емилий Лепид (на латински: Marcus Aemilius Lepidus; * 120 пр.н.е.; † 77 пр.н.е. на Сардиния) е политик от късната Римска република от патрицианския род на Емилиите.
През 89 пр.н.е. по време на Съюзническата война е военен трибун. Вероятно през 82 пр.н.е. като легат на Сула превзема град Норба. През 81 пр.н.е. е претор, а на следващата година като пропретор е управител на Сицилия.
Лепид става консул през 78 пр.н.е. и се опитва безуспешно да отмени направените промени на умрелия същата година Сула, но не успява, поради съпротивата на оптиматите и Квинт Лутаций Катул.
През 77 пр.н.е. е проконсул и управлява провинциите Нарбонска Галия и Цизалпийска Галия, но тръгва с войска против Рим. Разбит е от Катул на Ponte Milvio и още веднъж при Коза – от Катул и Помпей. Лепид бяга в Сардиния, където скоро умира.
Неговият син Марк Емилий Лепид взема участие във Втория триумвират.
1. 1 2 3  M. Aemilius (72) Q. f. M. n. Pal. Lepidus //   Посетен на 10 юни 2021 г.
2. ↑  4242 //   Посетен на 10 юни 2021 г.
3. ↑  2341 //   Посетен на 10 юни 2021 г.
4. ↑  2350 //   Посетен на 10 юни 2021 г.